# Церковь Святого Михаила Архангела (Л’Акуила)
Церковь Святого Михаила Архангела (итал. Chiesa di San Michele Arcangelo) — церковь в архиепархии Л’Акуилы Римско-католической церкви в провинции Л’Акуила, в регионе Абруццо, в Италии. Храм расположен во фракции Сан-Витторино, близ древнего города Амитернум с античными театром и амфитеатром.
Древний храм впервые упоминается в VIII веке. Новый храм был построен в XI веке в романском стиле и сначала был освящён в честь Святого Викторина, первого епископа Амитернума, убитого во время гонения на христиан при императоре Нерве в I веке. К этому же времени относятся катакомбы Святого Викторина, частью расположенные под храмом. Здание пострадало во время землетрясения 2009 года в Л’Акуиле. Церковь и катакомбы были восстановлены в 2011 году.

## История
Церковь находится близ античного города Амитернум. Она имеет древнюю историю, связанную с культом Святого Викторина, христианского епископа, убитого во время гонения на христиан при императоре Нерве и перезахороненного на этом месте в V веке. Жители Амитернума построили храм над могилой святого, освящённый в его честь. Следы этой первой церкви Святого Викторина, или, как её теперь называют, «старой церкви», сохранились под апсидой и на севере нынешнего храма, построенного в VIII—IX веке и освящённого в честь святого Михаила Архангела.
В XII веке храм был перестроен в романском стиле и снова освящён в честь святого Викторина 24 июля 1170 года, о чём свидетельствует надпись на правой стене нефа. В следующий раз церковь перестраивали в 1528 году.
Храм сильно пострадал во время землетрясения 2009 года и был полностью восстановлен в конце 2011 года.

## Описание
Церковь находится близ коммуны Сан-Витторино с панорамным видом на долину, в нескольких минутах ходьбы от археологических раскопок в античном городе Амитернум, где находятся руины древнеримского театра и амфитеатра. Фасад отсутствует. Есть только апсида и трансепт слева.

### Новая церковь
Храм построен в романском стиле. Имеет форму латинского креста с одним нефом. На правой стене нефа надпись о том, что в 1170 году церковь была освящена Додоном, епископом Риети, вместе с епископами Ансельмо дельи Атти из Фолиньо и Берардо из Форконы.
На апсиде сохранились следы фресок XIII века с изображением благословляющего Христа с тремя ангелами, святого Иоанна Крестителя и святого Петра, а также распятого Христа с предстоящими Богоматерью и святым Иоанном Богословом. По обе стороны от главного алтаря находятся лестницы, ведущие в крипту, в центре которой стоит алтарь. Потолок в крипте украшен фреской с изображением мученичества святого Викторина.
Перед главным алтарём находится вход в старую церковь, где хранятся фрагменты двух барельефов XII века (возможно, часть прежнего амвона) с изображением «Страстей Святого Викторина» Пьетро Амабиле.

### Старая церковь
Часть здания VIII века с фрагментами древнеримских и средневековых мраморных скульптурных композиций, с небольшой бифорой на стене в конце помещения. Сбоку лестница, которая ведёт катакомбы.

## Катакомбы Святого Викторина
Катакомбы Святого Викторина, подземное кладбище V века, возникшее вокруг могилы святого Викторина. В настоящее время находятся частью под церковью Святого Михаила Архангела, частью снаружи по периметру храма, к западу от нефа. Комплекс состоит из большой галереи с тремя комнатами, связанными с пещерами.
Вход из старой церкви ведёт к первой прямоугольной комнате со сводчатым потолком, где находится предполагаемая могила святого Викторина, восстановленная в 1940 года. Это памятник V века, состоит из мраморных плит, украшенных четырьмя пилястрами, которые поддерживают плиту с надписью на латыни: «IVBENTE DEO CRISTO NOSTRO SANCIO MARTYRI VICTORINO DVODVVL(t) DEVS EPIS (copus) DE SVO FECIT» (приблизительный перевод: «По милости Бога Нашего Христа здесь покоится тело святого мученика Викторина, епископа»).
Отсюда можно попасть в пещеру, где находятся несколько захоронений. Далее на запад ведёт проём, построенный в средние века, через который попадаешь во вторую комнату с алтарем,  возведённую в XVI—XVII веках, и во вторую малую пещеру. На западе отсюда находится большая галерея с 12 нишами разного размера и квадратная комната. На южном конце галереи коридор с орнаментами XIV—XV веков, ведущий в помещение XVI века, где находится выход на поверхность.